# Liga de Eslovaquia de waterpolo masculino
La Liga de Eslovaquia de waterpolo masculino es la competición más importante de waterpolo masculino entre clubes eslovacos.

## Historial
Estos son los ganadores de la liga:
- 2011: ŠKP Košice
- 2010: ŠKP Košice
- 2009: ŠKP Košice
- 2008: ŠKP Košice
- 2007: NChZ Nováky
- 2006: NChZ Nováky
- 2005: NChZ Nováky
- 2004: NChZ Nováky
- 2003: NChZ Nováky
- 2002: NChZ Nováky
- 2001: NChZ Nováky
- 2000: NChZ Nováky
- 1999: NChZ Nováky
- 1998: NChZ Nováky
- 1997: Slávia Bratislava
- 1996: NChZ Nováky
- 1995: NChZ Nováky
- 1994: NChZ Nováky
- 1993: Slávia Bratislava